# Semna-Süd
Semna-Süd war die südlichste Befestigungsanlage des Alten Ägyptens in Nubien und liegt auf dem Gebiet des heutigen Sudan. Es bildete mit Semna und Kumma die Befestigungsanlage Semna.

## Lage
Die Befestigungsanlage liegt rund 40 km südlich des zweiten Nil-Katarakts auf dem westlichen Nilufer und 1,5 Kilometer südlich von Semna. Der Ort ist heute wegen des Assuan-Staudamms vom Nubia-See überflutet.

## Geschichte
Semna-Süd wurde zusammen mit Semna und Kumma durch Pharao Sesostris III. (1878–1842/1840 v. Chr.) errichtet und diente als Aussichtsposten und Grenzübergang zwischen dem Alten Ägypten und den südlichen Gebieten. Die eigentliche Grenzkontrolle fand in der größeren Festung Semna statt.